# サン・ヴィセンテ基礎自治体
サン・ヴィセンテ基礎自治体（ポルトガル語: Concelho de São Vicente）は、カーボベルデの基礎自治体のひとつ。

## 島
- サン・ヴィセンテ島
- サンタ・ルシア島
- ブランコ島
- ラソ島

## 教区
- Nossa Senhora da Luz